# Kanton Saint-Dizier-Centre
Saint-Dizier-Centre is een voormalig kanton van het Franse departement Haute-Marne. Het kanton omvatte uitsluitend een deel van de gemeente Saint-Dizier en maakte deel uit van het arrondissement Saint-Dizier tot het op 22 maart werd opgeheven en Saint-Dizier werd herverdeeld over de nieuwgevormde kantons Saint-Dizier-1, -2 en -3.